# Theodor Kirchner

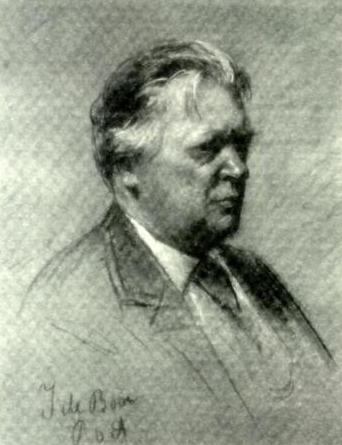
Theodor Kirchner, Pastellgemälde von Julie de Boor, 1898

Theodor Fürchtegott Kirchner (* 10. Dezember 1823 in Neukirchen/Erzgeb.; † 18. September 1903 in Hamburg) war ein deutscher Komponist, Dirigent, Organist und Pianist.

## Leben

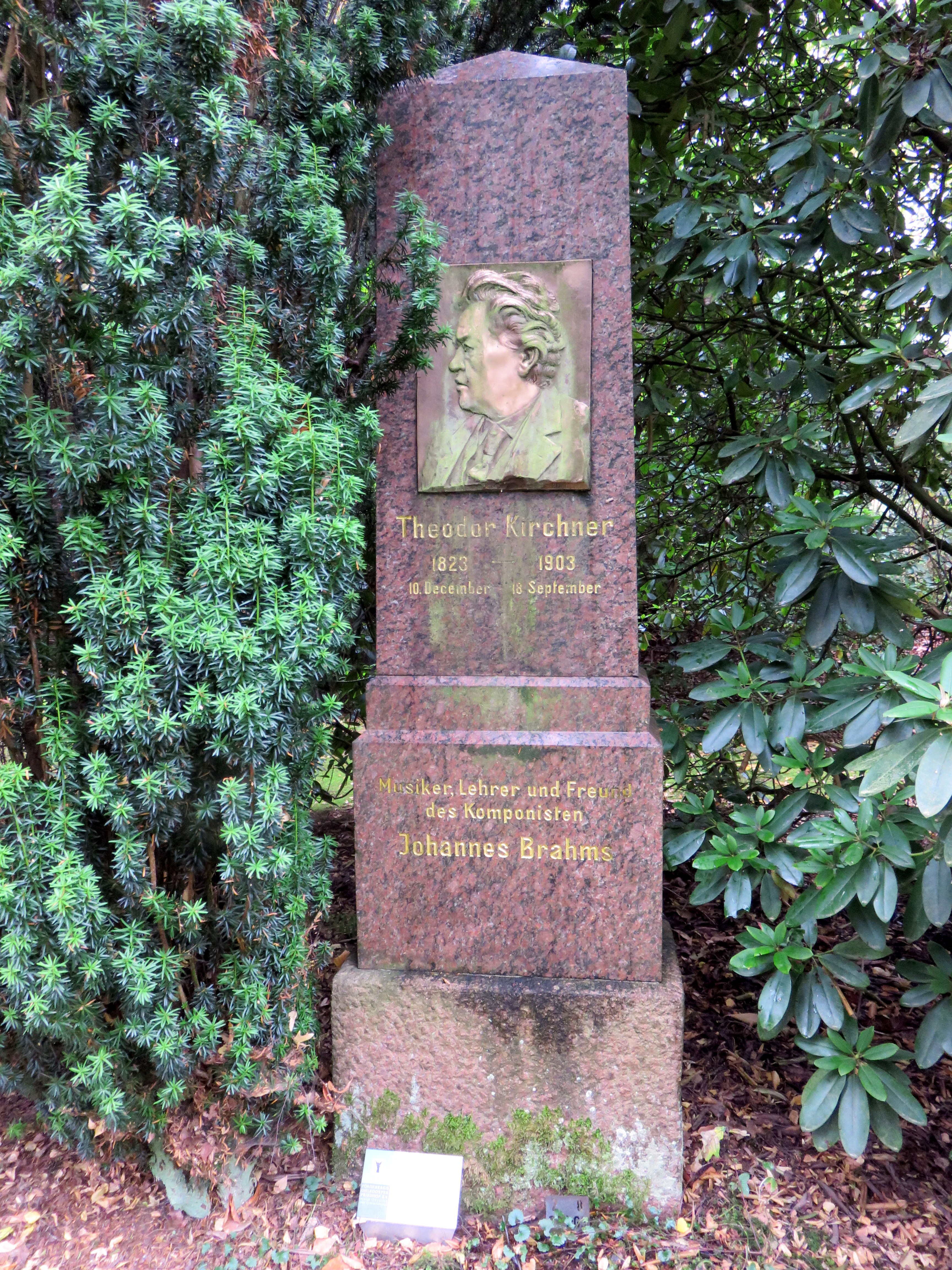
Grab Theodor Kirchner auf dem Friedhof Ohlsdorf

Kirchner erhielt bereits frühzeitig Unterricht in Klavier und Orgel. Ab 1838 setzte er seine musikalische Ausbildung in Leipzig fort, wo er die Bekanntschaft mit Robert Schumann und Felix Mendelssohn Bartholdy machte.
Nach Beendigung seines Studiums trat Kirchner 1843 als erster Schüler in das neu gegründete Leipziger Konservatorium ein. Noch im selben Jahr ging er auf Empfehlung Mendelssohns nach Winterthur in die Schweiz, wo er die Stelle des Organisten an der dortigen Stadtkirche antrat. Parallel dazu gab er Konzerte und wirkte als Musiklehrer. Ab 1862 war er als Dirigent in Zürich tätig, wo er die Abonnementskonzerte der Allgemeinen Musik-Gesellschaft (AMG) leitete. Hier machte er die Bekanntschaft mit Johannes Brahms, mit dem ihn daraufhin eine lebenslange Freundschaft verbinden sollte, sowie mit Friedrich Hegar. 1868 heiratete er in Zürich die Sängerin Maria Schmidt. Aus dieser Ehe gingen drei Kinder hervor: Emmy (1870–1942), Blanka (* 1871, starb drei Monate nach der Geburt an Cholera) und Theodor (1872–1927). Im Jahre 1872 verließ er die Schweiz und ging zurück nach Deutschland. Stationen seines Wirkens sind ab 1872 Meiningen, wo er als Musiklehrer wirkte, sowie ein Jahr später Würzburg; hier hatte er die Stellung des Direktors der dortigen Musikschule inne. Ab 1876 war er einige Jahre als Musiklehrer in Leipzig tätig und wechselte im Jahre 1883 an das Dresdner Konservatorium. Dort gehörte zu seinen Schülern Georg Pittrich. Im Jahre 1890 ging Kirchner nach Hamburg, wo er fast erblindet und durch mehrere Schlaganfälle gelähmt 1903 starb.
Seine finanziellen Verhältnisse waren zeitlebens sehr schlecht. Im Jahre 1884 wurde daher für ihn eine Spendenaktion initiiert, an der sich unter anderem Edvard Grieg, Hans von Bülow sowie Carl Reinecke beteiligten. Der Erlös wurde angelegt und der Zins wurde Kirchner zum Lebensunterhalt zur Verfügung gestellt. Sein Freund Johannes Brahms unterstützte ihn jedoch, wie schon in den Jahren zuvor, weiterhin finanziell.
Theodor Kirchner wurde auf dem Ohlsdorfer Friedhof in Hamburg, Planquadrat Z 8 (südlich Kapelle 8), beigesetzt.

## Wirken
Theodor Kirchner war ein sehr produktiver Komponist. Sein Schaffen ist sehr vielfältig und komplex. Als Komponist verzichtete er zeitlebens auf große Formtypen und gab sein Bestes in ausdrucksvollen Charakterstücken. Allein das Klavierwerk umfasst über 1.000 Kompositionen. Daneben bearbeitete er eine Vielzahl der Werke Schumanns und Brahms’ für das Klavier. Des Weiteren schrieb er Arrangements zu Stücken von Ludwig van Beethoven, Edvard Grieg, Joseph Haydn, Franz Schubert und vielen anderen. Er gilt als der Hauptvertreter der Klavierminiaturistik der Romantik.

## Werke

### Klavier
- Zehn Clavierstücke op. 2
- Grüsse an meine Freunde. Fünf Clavierstücke op. 5
- Albumblätter. Neun Clavierstücke op. 7
- Scherzo op. 8
- Präludien op. 9
- Skizzen. Kleine Clavierstücke op. 11
- Adagio quasi Fantasia op. 12
- Lieder ohne Worte. 7 Klavierstücke op. 13
- Neun Phantasiestücke op. 14
- Kleine Lust- und Trauerspiele. Zwölf Clavierstücke op. 16
- Neue Davidsbündlertänze. Zwölf Charakterstücke op. 17
- Legenden. Neun Dichtungen op. 18
- Zehn Clavierstücke nach eigenen Liedern op. 19
- Aquarellen. 12 Klavierstücke op. 21
- Acht Romanzen op. 22
- Zwölf Walzer op. 23
- Still und bewegt. 8 Klavierstücke op. 24
- Nachtbilder. 10 Charakterstücke op. 25
- Album für Klavier. 12 kleine Stücke op. 26
- Capricen op. 27
- Notturnos. 4 Stücke für Klavier op. 28
- Aus meinem Skizzenbuch. 6 Stücke op. 29
- 25 Studien und Stücke op. 30
- Im Zwielicht. Lieder und Tänze op. 31
- Aus trüben Tagen. 10 Stücke op. 32
- Ideale. 5 Klavierstücke op. 33
- Sieben Walzer op. 34
- Spielsachen. 14 leichte Clavierstücke op. 35
- Phantasien am Clavier op. 36
- Vier Elegien op. 37
- Zwölf Etüden op. 38
- Dorfgeschichten. 14 Klavierstücke op. 39
- Verwehte Blätter. 6 Klavierstücke op. 41
- Mazurkas. 7 Stücke op. 42
- Vier Polonaisen op. 43
- Blumen zum Strauss. 10 Klavierstücke op. 44
- Sechs Clavierstücke op. 45
- Dreissig Kinder- und Künstlertänze op. 46
- Federzeichnungen. 9 Klavierstücke op. 47
- Sechs Humoresken op. 48
- Neue Albumblätter. 20 Charakterstücke op. 49
- An Stephen Heller. 12 Klavierstücke op. 51
- Ein neues Klavierbuch. 12 Klavierstücke op. 52
- Nachklänge. Florestan und Eusebius. 6 Klavierstücke op. 53
- Scherzo op. 54
- Neue Kinderscenen op. 55
- In stillen Stunden. 10 Klavierstücke op. 56
- Zwölf Originalkompositionen für Klavier zu vier Händen op. 57
- Stücke für Enkel op. 58b [Klavierfassung der Kindertrios op. 58] (Erstdruck 1994)
- Plaudereien am Clavier. 25 Stücke op. 60
- Sechs Charakterstücke op. 61
- Miniaturen. 15 leichte Stücke op. 62
- Gavotten, Menuetten und lyrische Stücke op. 64
- Sechzig Präludien op. 65
- Lieblinge der Jugend. 30 kleine Studien für Klavier nach alten Volks- und Kinderliedern op. 66
- Fünf Sonatinen op. 70
- Hundert kleine Studien op. 71
- Stille Lieder und Tänze op. 72
- Romantische Geschichten. 20 Klavierstücke op. 73
- Alte Erinnerungen. 12 Stücke op. 74
- Neun Klavierstücke op. 75
- Reflexe. 6 Walzer op. 76
- Polonaise, Walzer und Ländler. 20 Klavierstücke op. 77
- Les Mois de l’année. 12 kleine Klavierstücke im Kabinettformat op. 78
- Albumblätter. Neue Folge. 9 kleine Klavierstücke op. 80
- Gedenkblätter. 12 Musikstücke op. 82
- Bunte Blätter. 12 Stücke op. 83 [deutsche Ausgabe von op. 78]
- Variationen über ein eigenes Thema für zwei Klaviere op. 85
- Sieben Walzer für zwei Klaviere op. 86
- Acht Notturnos op. 87
- Aus der Jugendzeit. 10 kleine Stücke op. 88
- Zwei Märsche für Klavier zu vier Händen op. 94
- Confidences. 18 Klavierstücke op. 96
- Wolkenbilder. 27 Stücke op. 100 (Erstdruck 2007)
- Erinnerungsblätter. 4 kleine Stücke op. 101
- Sechs Walzer für Klavier, zu vier und zu zwei Händen op. 104 und op. 104b
- 36 rhythmische und melodische Etüden op. 105
- Vorbereitungsstudien. Zur Einführung in die Werke neuester Meister op. 106
- Etüde in: Ein Studienwerk. Capricen, Etuden und Klavierstücke verschiedenen Charakters (Rózsavölgyi, 1879) WoO
- Zwei Etüden in: Lebert und Stark, Klavierschule, Bd. 4 (Cotta, 1901) WoO

### Orgel
- Orgelwerk op. 89

### Lieder
- Zehn Lieder op. 1
- Mädchenlieder op. 3
- Vier Lieder op. 4
- Vier Lieder op. 6
- Zwei Könige. Ballade op. 10
- Drei Lieder nach Texten von F.v.Holstein op. 40
- Sechs Lieder nach Texten von Victor Blüthgen op. 50
- Liebeserwachen op. 67
- Nähe des Geliebten op. 68
- Sechs Lieder op. 81
- Ich wandre durch die stille Nacht op. 95
- Heinrich IV. auf dem Schlosshof zu Canossa. Ballade op. 102
- Ein schöner Stern geht auf op. 103
- Bitte: Weil auf mir WoO
- Preislied: Du wundersüßes Kind WoO
- Wiegenlied: Eia popeia WoO

### Chor
- Vier Gedichte von Goethe für Männerchor op. 69 (Neuausgabe Berlin 2013)
- Volkslieder für gemischten Chor op. 93

### Kammermusik
- Serenade für Klavier, Violine und Violoncello op. 15
- Streichquartett op. 20
- Kindertrios für Klavier, Violine und Violoncello op. 58
- Noveletten für Klavier, Violine und Violoncello op. 59
- Romanze und Schlummerlied für Violine und Klavier op. 63
- Acht Stücke für Violoncello (oder Viola, oder Violine) und Klavier op. 79
- Bunte Blätter für Klavier, Violine und Violoncello op. 83
- Klavierquartett in c-Moll op. 84
- Zwölf Fantasiestücke für Violine und Klavier op. 90
- Zwei Vortragsstücke für Violine und Orgel op. 91
- Zwei Tonstücke für Violoncello und Orgel op. 92
- Zwei Terzette op. 97
- Serenade für Klavier, Violine und Violoncello in E-Dur WoO
- Nur Tropfen. Ganz kleine Stücke für Streichquartett WoO
- Drei Streichquartettsätze op. post.

Eine Gesamtausgabe der Werke Theodor Kirchners erscheint im Amadeus Verlag, Winterthur.